# 釜堀浩元
叡南 浩元（えなみ こうげん、旧姓：釜堀・かまほり、1974年 - ）は、福岡県出身の日本の天台宗の僧侶で延暦寺一山善住院住職、戦後13人目の堂入り行満、北嶺大行満大阿闍梨。

## 略歴
- 2011年3月、行に入る。
- 2015年10月21日、堂入り行満、当行満阿闍梨に[2]
- 2017年9月18日に千日回峰行を満行し「北嶺大行満大阿闍梨」となった[3]。
- 2018年、師匠の「叡南」の姓を継ぐ。

## 法縁
大椙覺宝
第234世天台座主、千日回峰行大行満大阿闍梨、探題、大僧正、叡南覺忍大和尚の師匠、叡南覺誠大和尚の大師匠。
京都御所に土足参内して孝明天皇をお加持、大行満として初めて「十万枚護摩供法要を実施。
明治の廃仏毀釈に対して、大久保利通、山縣有朋、 大隈重信と折衝して延暦寺を守る。
叡南覺忍
千日回峰行大行満大阿闍梨（1903年（明治36年満行））大椙覺宝座主の弟子、叡南覺誠大和尚の師匠、叡南祖賢大和尚の大師匠。
1912年（大正元年）『北嶺行門始祖相応和尚略伝』を編纂。
叡南覺誠
探題、大僧正、叡南覚照師の大師匠。叡南祖賢大和尚の師匠、滋賀院門跡門主。「能気さん」と呼ばれた。
叡南祖賢
第二次世界大戦後初の千日回峰行大行満大阿闍梨（1946年（昭和21年満行））、叡南覚照師の師匠。弟子育成と叡山復興に尽力した「叡山の傑僧」

### 大師匠
叡南覚照
赤山禅院住職。千日回峰行大行満大阿闍梨、大僧正。
叡南祖賢の弟子。
「赤山の御前さま」と言われた。

### 師匠
叡南俊照
律院・赤山禅院住職。千日回峰行大行満大阿闍梨、大僧正。

### 師匠の兄弟弟子
高川慈照
比叡山最乗院住職、大僧正。「侍真」として十二年籠山行を満行。
栢木寛照
善光寺大勧進第104世貫主、大僧正。
上原行照
伊崎寺住職、千日回峰行大行満大阿闍梨

### 大師匠の兄弟弟子
葉上照澄
千日回峰行大行満大阿闍梨、滋賀院門跡門主、大僧正。東京帝国大学卒業、大正大学教授。世界宗教サミットを発起。
勧修寺信忍
千日回峰行大行満大阿闍梨、大僧正。元伯爵。
叡南覚範
毘沙門堂門跡第61世門主、探題、大僧正。世界連邦日本仏教徒協議会会長。
小鴨覚禅
比叡山延暦寺副執行、大僧正。
村上光田
信州善光寺長臈、信濃比叡広拯院住職、大僧正。
藤光賢
曼殊院門跡門主、探題・大僧正。佐賀県神埼郡吉野ヶ里町・金乘院住職。
堀澤祖門
三千院門跡門主、探題・大僧正。「侍真」として十二年籠山行を満行。
中野英賢
比叡山延暦寺観樹院住職、大僧正。「侍真」として十二年籠山行を満行。
小林栄茂
千日回峰行大行満大阿闍梨
光永澄道
千日回峰行大行満大阿闍梨、
光永覚道大阿闍梨の師匠、光永圓道大阿闍梨の大師匠
福田徳衍（徳郎）
朝日新聞記者・カメラマン。